# Agnieszka Nagay
Agnieszka Nagay (Łódź, 20 febbraio 1981) è una tiratrice a segno polacca.
Ha partecipato ai Giochi di Atene 2004, Pechino 2008, Londra 2012 e di Rio de Janeiro 2016, gareggiando nella specialità della Carabina 10m e Carabina 50m.